# Dzmitryj Kasmowicz
Dzmitryj Kasmowicz, ps. „Karszun” (biał. Дзмітрый Касмовіч, „Каршун”; ros. Дмитрий Космович, Dmitrij Kosmowicz, „Коршун”, Korszun, (ur. 8 września?/21 września 1909 w Nieświeżu, zm. 23 kwietnia 1991 w Stuttgarcie) – białoruski emigracyjny publicysta, pisarz i działacz narodowy i antykomunistyczny, oficer białoruskich oddziałów Schutzmannschaft, następnie Batalionu Desantowego Dalwitz, inspektor kolaboracyjnej z okupantem Białoruskiej Obrony Krajowej podczas II wojny światowej.

## Życiorys
W 1927 roku ukończył białoruskie gimnazjum w Radoszkowicach, po czym podjął pracę. Studiował na politechnikach w Polsce i Belgii (od 1929 roku). Jednocześnie był członkiem białoruskiej organizacji studenckiej, wchodzącej w skład Zrzeszenia Białoruskich Organizacji Studenckich z siedzibą w Pradze. Uczestniczył w międzynarodowej konferencji studenckiej. W 1931 roku powrócił do Polski i wstąpił do Wojska Polskiego. W 1934 roku znowu wyjechał do Belgii na naukę, następnie – do Jugosławii, gdzie działał w białoruskim ruchu studenckim.
Po 17 września 1939 roku przyjechał na zajętą przez Armię Czerwoną Białoruś. Pracował w administracji w Nieświeżu, był także burmistrzem tego miasta. Został wybrany deputowanym do Zgromadzenia Ludowego Zachodniej Białorusi w Białymstoku, a następnie do Rady Najwyższej Białoruskiej Socjalistycznej Republiki Radzieckiej w Mińsku. Od 1940 roku wykładał na mińskiej politechnice.
Po ataku wojsk niemieckich na ZSRR 22 czerwca 1941 roku podjął współpracę z okupantami, biorąc udział w organizowaniu Białoruskiej Policji Pomocniczej w okupowanym Mińsku. Pracował w okupacyjnej administracji miejskiej Mińska, stał na czele oddziałów transportowego, zaopatrzeniowego i rzemieślniczego zarządu miejskiego. Jednocześnie został członkiem Komitetu Centralnego konspiracyjnej Białoruskiej Partii Niepodległościowej, wchodząc w skład Biura Centralnego. Brał aktywny udział w odbudowie białoruskiej cerkwi prawosławnej jako delegat na soborze Autokefalicznej Białoruskiej Cerkwi Prawosławnej w 1942 roku. W latach 1942–1943 służył w oddziałach Schutzmannschaft, zwalczających sowiecką partyzantkę w obwodach briańskim, smoleńskim i mohylewskim. Istnieje zarzut, że Kasmowicz brał udział w zniszczeniu wsi Kaspla, które miało miejsce 1 lipca 1942 roku. Opinia ta pojawiła się jednak dopiero w latach 80. XX wieku w wydawnictwie publicystycznym. Zdaniem białoruskiego historyka Alaksandra Hiełahajeua nie ma dowodów na udział Kasmowicza w tym zdarzeniu, a zarzut może być częścią kampanii skierowanej przeciwko białoruskiej emigracji. W 1943 roku Kasmowicz przeszedł półroczny kurs oficerski. Na początku 1944 roku został w stopniu majora inspektorem Białoruskiej Obrony Krajowej.
Pod koniec czerwca 1944 roku był uczestnikiem II Kongresu Wszechbiałoruskiego w Mińsku. Po jego zakończeniu – ze względu na zbliżającą się Armię Czerwoną – ewakuował się do III Rzeszy. Od marca 1945 roku był oficerem Batalionu Desantowego Dalwitz.
Po zakończeniu wojny mieszkał w zachodnich Niemczech, działając w dalszym ciągu w BCR. Do stycznia 1952 roku pracował w międzynarodowej organizacji pomocy UNRRA, przekształconej następnie w Międzynarodową Organizację Uchodźców. Od 1954 roku był przedstawicielem Białoruskiej Centralnej Rady w RFN, a następnie kierownikiem jej Oddziału Wojskowego. Reprezentował Radę w kierownictwie Antybolszewickiego Bloku Narodów. Od 1954 roku wydawał też pismo "Baraćba" (białorus. "Барацьба"). W tym samym roku współorganizował, a następnie stanął na czele Białoruskiego Frontu Wyzwoleńczego. W 1970 roku wprowadził go do Światowej Ligi Antykomunistycznej, zostając prezydentem białoruskiego sekretariatu organizacji. Od 1967 roku brał udział w pracach innej antykomunistycznej organizacji międzynarodowej – Europejskiej Rady Wolności. Uczestniczył w licznych konferencjach, odczytach, spotkaniach. W ostatnich latach życia pracował nad książką Za wolnuju i suwierennuju Biełaruś (białorus. За вольную і суверэнную Беларусь).